# Vlag van Utrecht (stad)

Vlag van de gemeente Utrecht (ratio 2:3)

De vlag van de gemeente Utrecht is op 5 juli 1990 door de gemeenteraad van Utrecht als officiële gemeentelijke vlag vastgesteld. De geschiedenis ervan gaat echter veel verder terug. De vlag kan worden beschreven als:
Rechtsgeschuind van rood en wit.

## Geschiedenis
De geschiedenis van de vlag van Utrecht gaat eeuwen terug naar de tijd dat de stad voor de verdediging de eigen schutterij heeft. De schutterij is  onderverdeeld in twee afdelingen met ieder een eigen driehoekig wimpel. De ene afdeling voert een rode wimpel en de andere een witte. De combinatie van beide wimpels maakt een vierkant dat verdeeld is in twee andersgekleurde vlakken. 
Op 27 april 1948 heeft de gemeenteraad de volgende vlag vastgesteld:
Rechtsgeschuind van rood en wit, met in het wit Sint Maarten.
Deze vlag is nagenoeg gelijk aan het vaandel van de schutterij, maar heeft een vlagverhouding van 2:3. De schutspatroon van de stad, Sint Maarten, wordt vanouds afgebeeld in de tweekleurige stadsvlag. Zijn uitbeelding in de vlag bestaat uit het tafereel waarin hij te paard zijn rode mantel doormidden snijdt om de helft aan een bedelaar te geven. Het tafereel werd of wordt weleens opgevoerd als de verklaring voor het wapen van Utrecht, maar vermoed wordt dat het op legende berust. In de 16e eeuw verdwijnt Sint Maarten uit de stadsvlag.
Volgens Flagchart.net is de tekening van Sint Maarten die zijn mantel deelt op de vlag van 1948 een niet-ingekleurde lijntekening. Sierksma tekent hem in rood en wit.

## Afbeeldingen

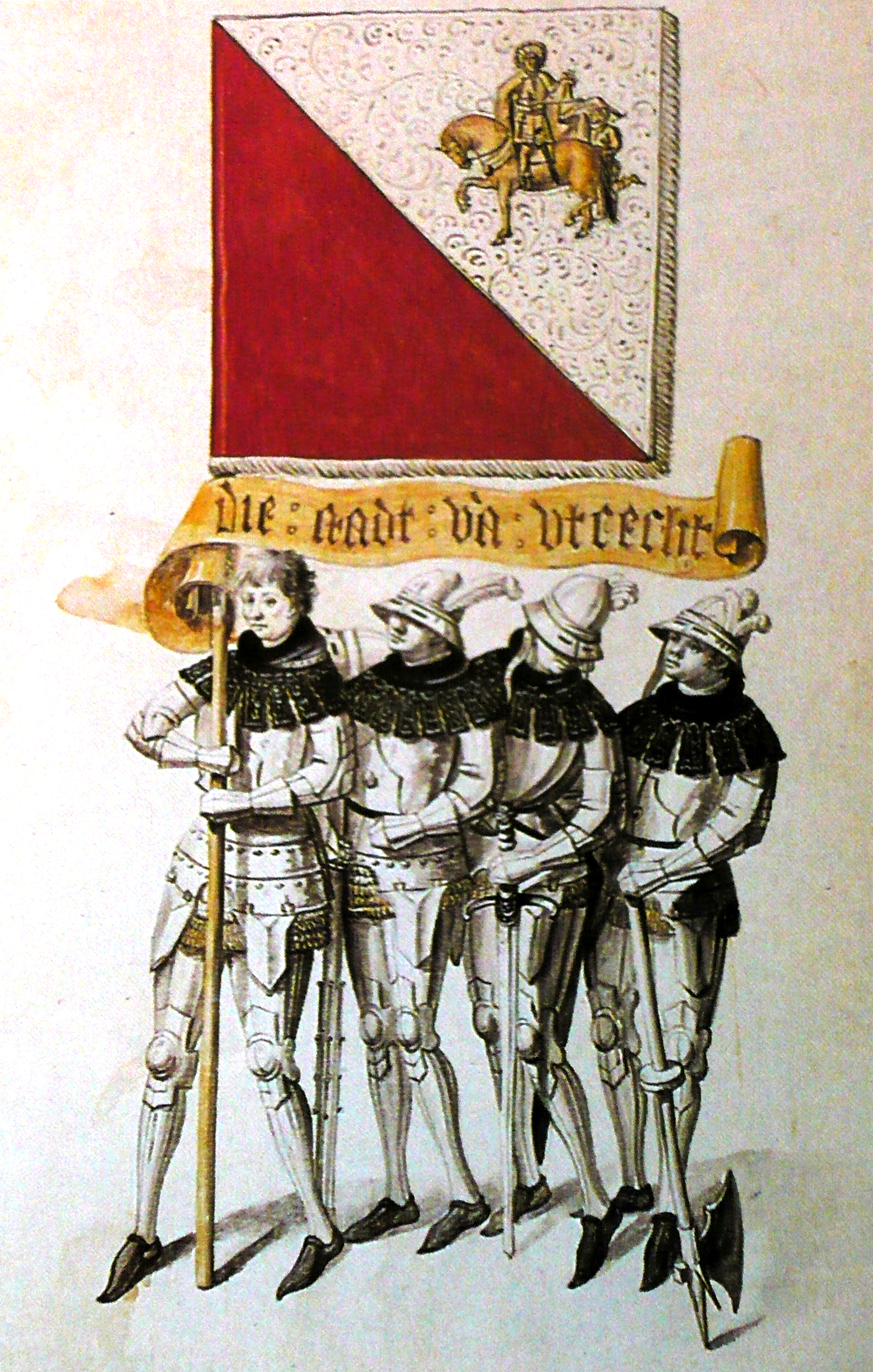
Enkele schutters met de banier van de stad (1648)
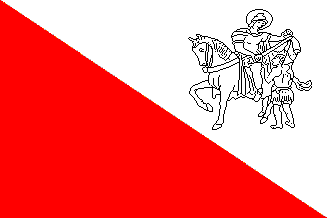
Vorige gemeentevlag van Utrecht (1948-1990, volgens Flagchart.net)
Ontwerp aangeboden aan de stad in 1956
Variant van de vlag circa 1961